# 高安 (1959年)

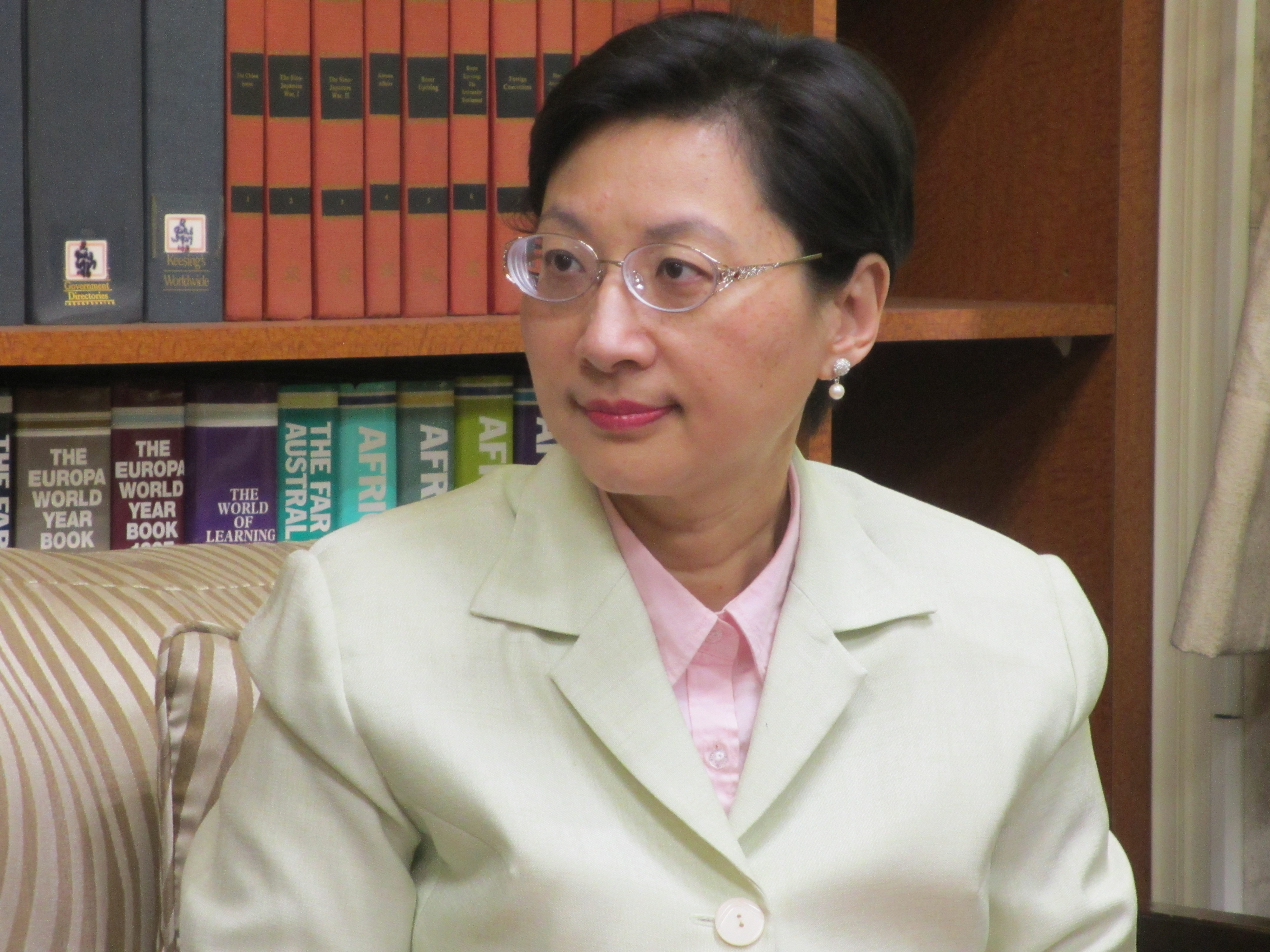
高安

高安（1959年－，Kao, Anna A.），中華民國外交部女性官員。台北市私立大華中小學畢業，後考入北一女，1981年畢業於國立台灣大學外國語文學系，曾短暫擔任中央通訊社記者，後轉入外交部。2013年，因外交部發言人夏季昌派駐休士頓，高安升任發言人。

## 經歷[5]
- 外交部禮賓司薦任科員（1984-1985）
- 外交部北美司薦任科員（1985-1987）
- 外交部駐西雅圖辦事處秘書（1987-1993）
- 外交部國會聯絡組資訊小組組長（1993-1996）
- 外交部國際組織司專門委員兼第一科科長（1996-1997）
- 行政院副院長辦公室參議（1997-1998）
- 外交部歐洲司專門委員兼第一科科長（1998-1999）
- 外交部歐洲司幫辦（1999-2002）
- 外交部新聞文化司副司長（2002-2005）
- 外交部電務處處長（2005-2010）
- 駐亞特蘭大台北經濟文化辦事處處長（2010-2013）
- 外交部發言人（2013-2015年4月）[6]
- 外交部歐洲司司長（2015年7月-2018年）
- 外交部外交及國際事務學院副院長（2018年7月21日-2023年2月7日）
- 外交部參事(2023年2月8日)